# Секешфегервар

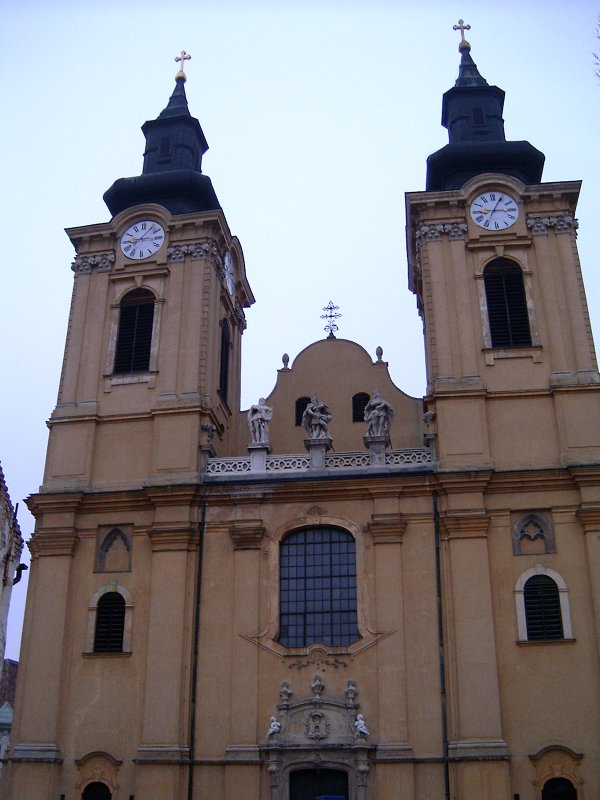
Кафедральний собор

Се́кешфегервар слухатиⓘ (IPA: [ˈseːkɛʃfɛˈheːrvaːr], угор. Székesfehérvár, нім. Stuhlweißenburg, лат. Alba Regia, хорв. Stolni Biograd) — місто в Угорщині, адміністративний центр медьє Феєр. Населення 101 465 чоловік (2005). У Середньовіччя Секешфегервар був найважливішим містом Угорщини, місцем розташування королівської резиденції. В місті відбулись церемонії корононації 37 королів і 39 королев-дружин, а також поховано 15 правителів.

## Історія
Вже у часи Римської імперії на місці Секешфегервара знаходилось поселення. Нинішнє угорське місто було засновано 972 року, за легендою, на місці, де розташовувався намет Арпада, вождя угорців, що очолював їх переселення на територію сучасної Угорщини. Заснував місто правнук Арпада — князь Геза. Перша письмова згадка про місто датується 1009 роком. Наприкінці 970-х років Геза переніс свою резиденцію до Естерґома, однак це не призвело до занепаду Секешфегервара. Більше того, місто стрімко зростало, за короля Іштвана Святого в місті звели фортецю із земляними валами, величну базиліку (1039). За правління Іштвана Секешфегервар отримав права міста.
У Середньовіччя в Секешфегерварі коронувались угорські королі. Разом в місті було проведено 37 коронацій (за іншими джерелами 38). Першим тут був коронований Петро Орсеоло у 1038 році, останнім — Янош Запольяї у 1526 році. У місцевому соборі було поховано 15 королів, серед них — Іштван I Святий, Бела II, Лайош Великий, Матяш Корвін та інші.
У 1222 році тут королем Андрашем II було випущено Золоту буллу, що гарантувала права дворянства й королівські обов'язки. Аж до 1848 року на ній базувалась угорська Конституція.

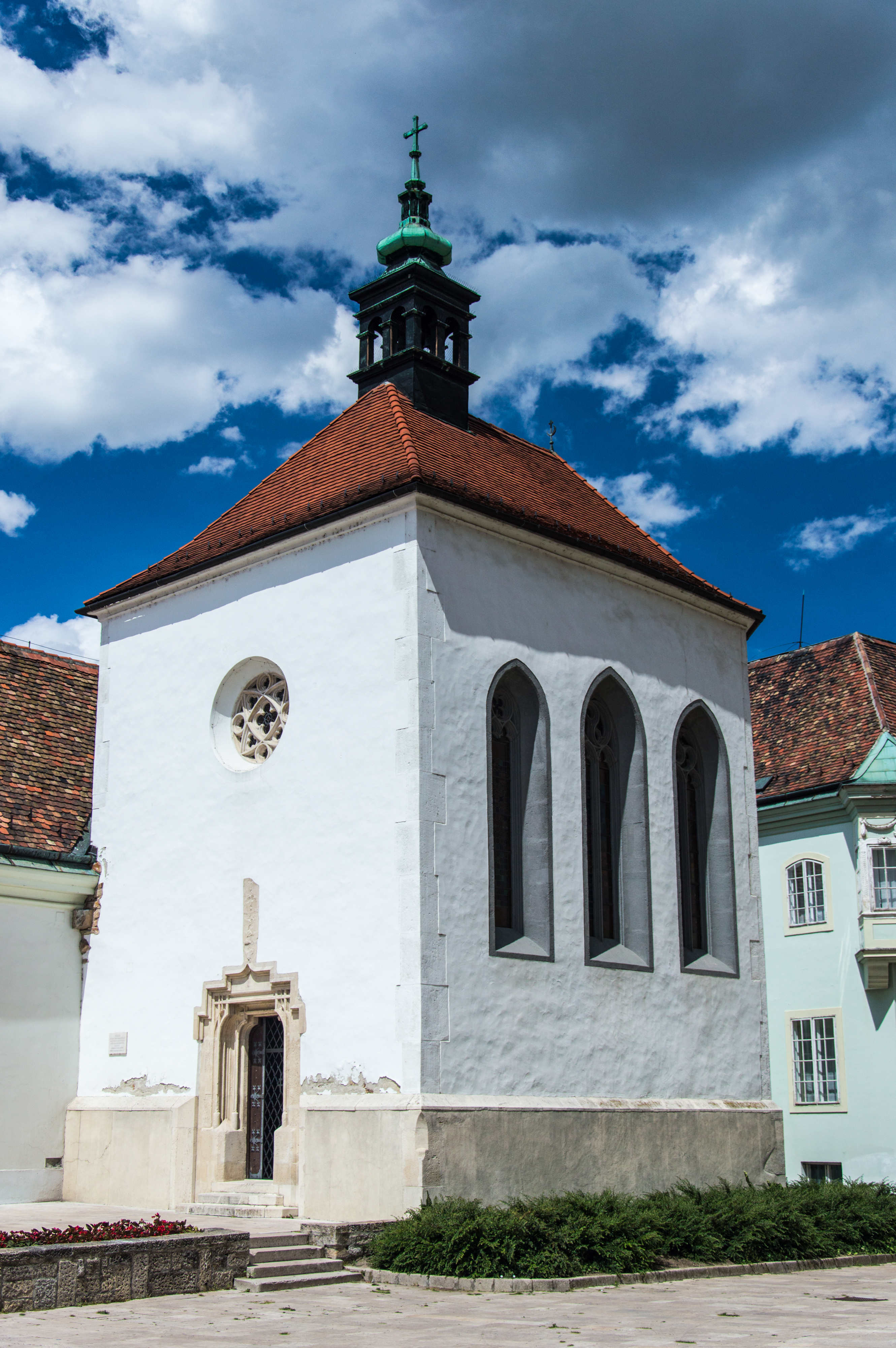
каплиця святої Анни — одна з найдавніших будівель міста

Монгольська навала 1242 року не завдала шкоди місту, монголи змушені були обійти Секешфегервар через велику повінь, що затопила околиці. Процвітання міста тривало аж до османської навали у XVI столітті.
У 1543 році османська армія взяла в облогу Секешфегервар й після тривалої облоги взяла місто. Більша частина будівель була ними знищена, церкви, що вціліли, перетворені на мечеті. Могили королів були розкрадені та знищені, а базиліка, що перетворилась на пороховий склад, була цілковито зруйнована після пожежі й вибуху, що слідували за ударом блискавки.
1688 року місто було звільнено від османського ярма. Наприкінці XVII — початку XVIII століття місто було заново відбудовано, домінуючим стилем стало австрійське бароко. Угорське населення міста, що сильно зменшилось, було поновлено за рахунок німецьких та сербських колоністів. У 1777 році місто стало резиденцією єпископа, для якого на центральному майдані було зведено розкішний палац. До XIX століття чисельність населення міста була понад 12 тисяч чоловік.
Нові тяжкі випробування чекали на місто у Другій світовій війні. В березні 1945 року у Секешфегерварі й околицях тривали важкі бої між 5-ю танковою дивізією СС та військами радянського 3-го Українського фронту (Балатонська операція). В ході боїв майже половина будівель міста була зруйнована, загинуло понад 10 тисяч жителів.

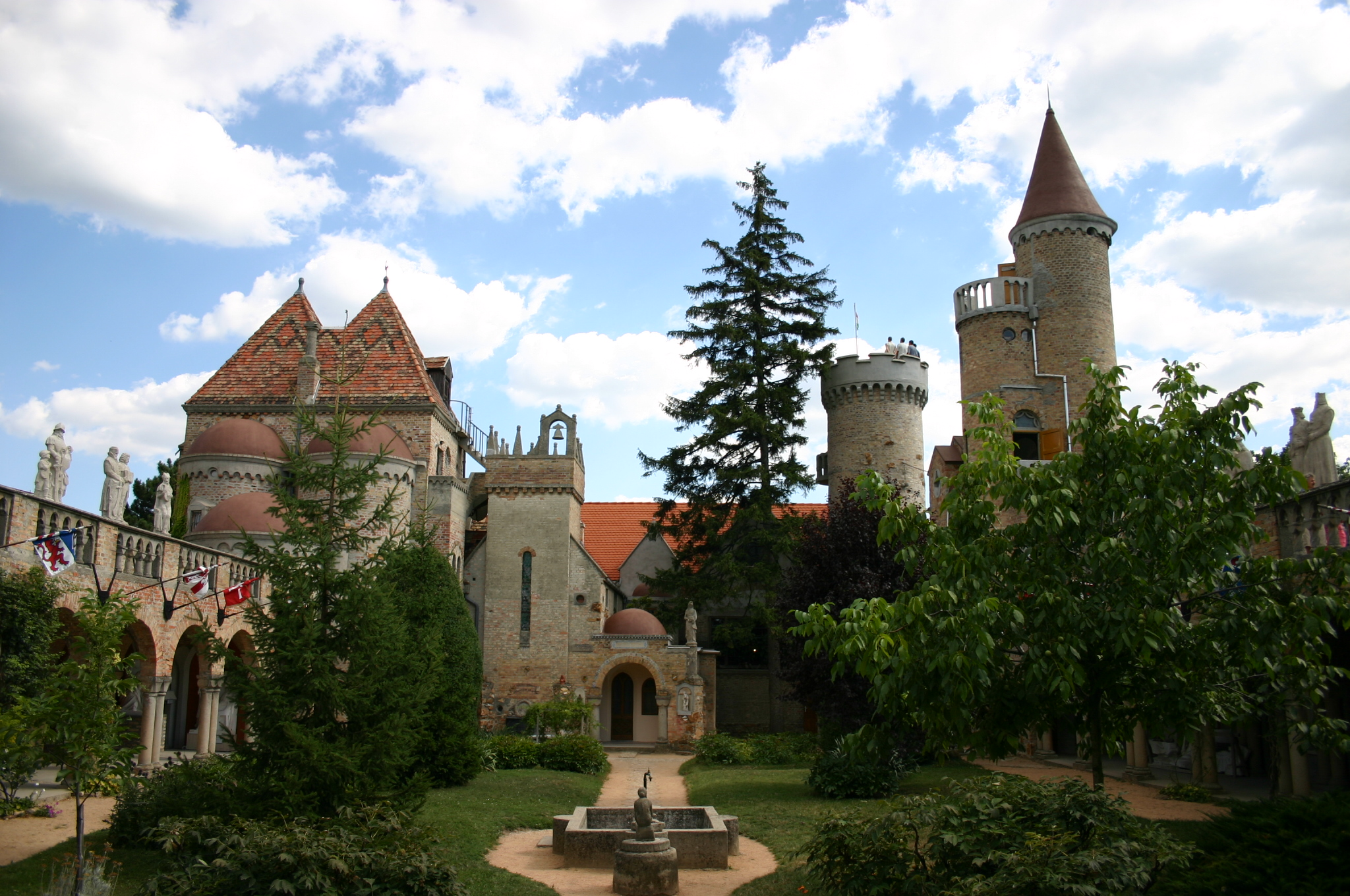
Замок Борі

У повоєнний період місто було відбудовано. Барочні будівлі в історичному центрі міста було відреставровано, у той час як решта міста була забудована типовими будинками, характерними для соціалістичних країн. Секешфегервар було перетворено на крупний промисловий центр. Найзначущими підприємствами міста стали завод з виробництва автобусів «Ікарус» та завод теле- і радіообладнання Відеотон. Наприкінці 1970-х років чисельність населення міста вперше перевищила позначку 100 тис. чоловік.
У 90-х роках після падіння соціалістичного строю місто і його промисловість переживали надважку кризу. Сучасний Секешфегервар — місто, що динамічно розвивається, орієнтоване на сучасну промисловість й високі технології.

## Географія і транспорт

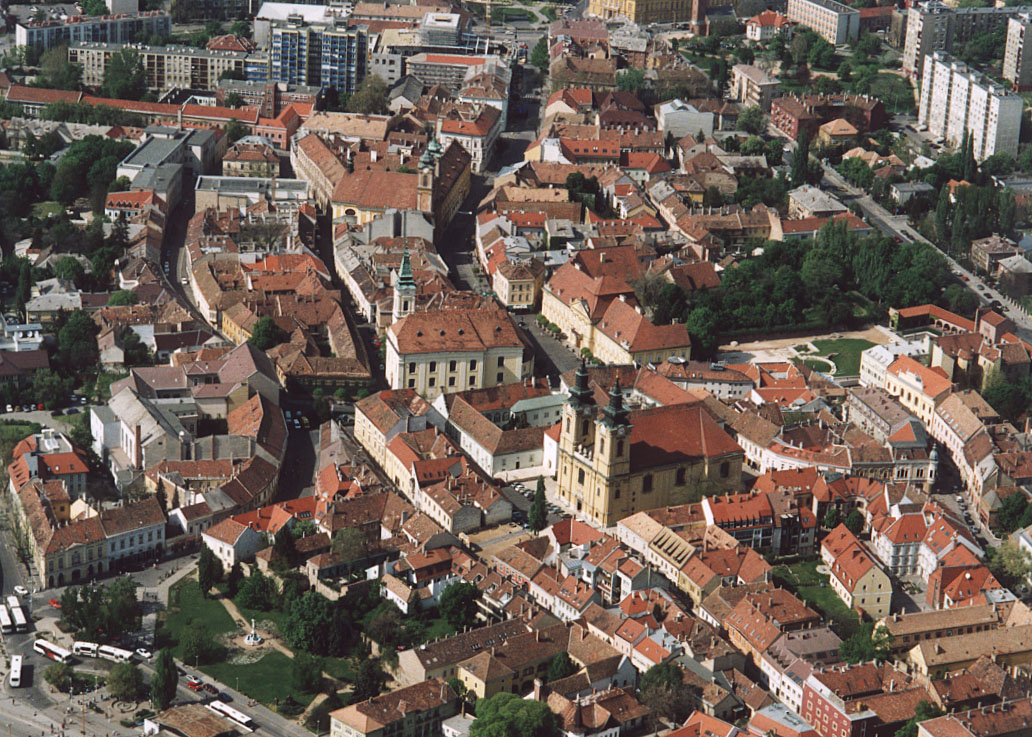
Секешфегервар — вид згори

Місто розташовано приблизно за 65 кілометрів на південний захід від Будапешта на рівнині на захід від Дунаю, приблизно на півдорозі між столицею та озером Балатон. Секешфегервар — великий залізничний вузол, поєднаний автомобільними й залізничними шляхами з Будапештом та найбільшими містами країни.

## Етимологія
Назву міста можна перекласти як «Престольний білий град» — це угорське ім'я походить до латинського «Альба Регія», ім'я, під яким місто було відоме у Середньовіччя. Угорське szék означає «престол» й відображує роль міста в ранньоугорській історії, коли воно було резиденцією королів, угор. fehér — «білий», угор. vár — «фортеця», «місто». У часи османського панування місто було відоме як Белград або Істолні Белград.

## Пам'ятки

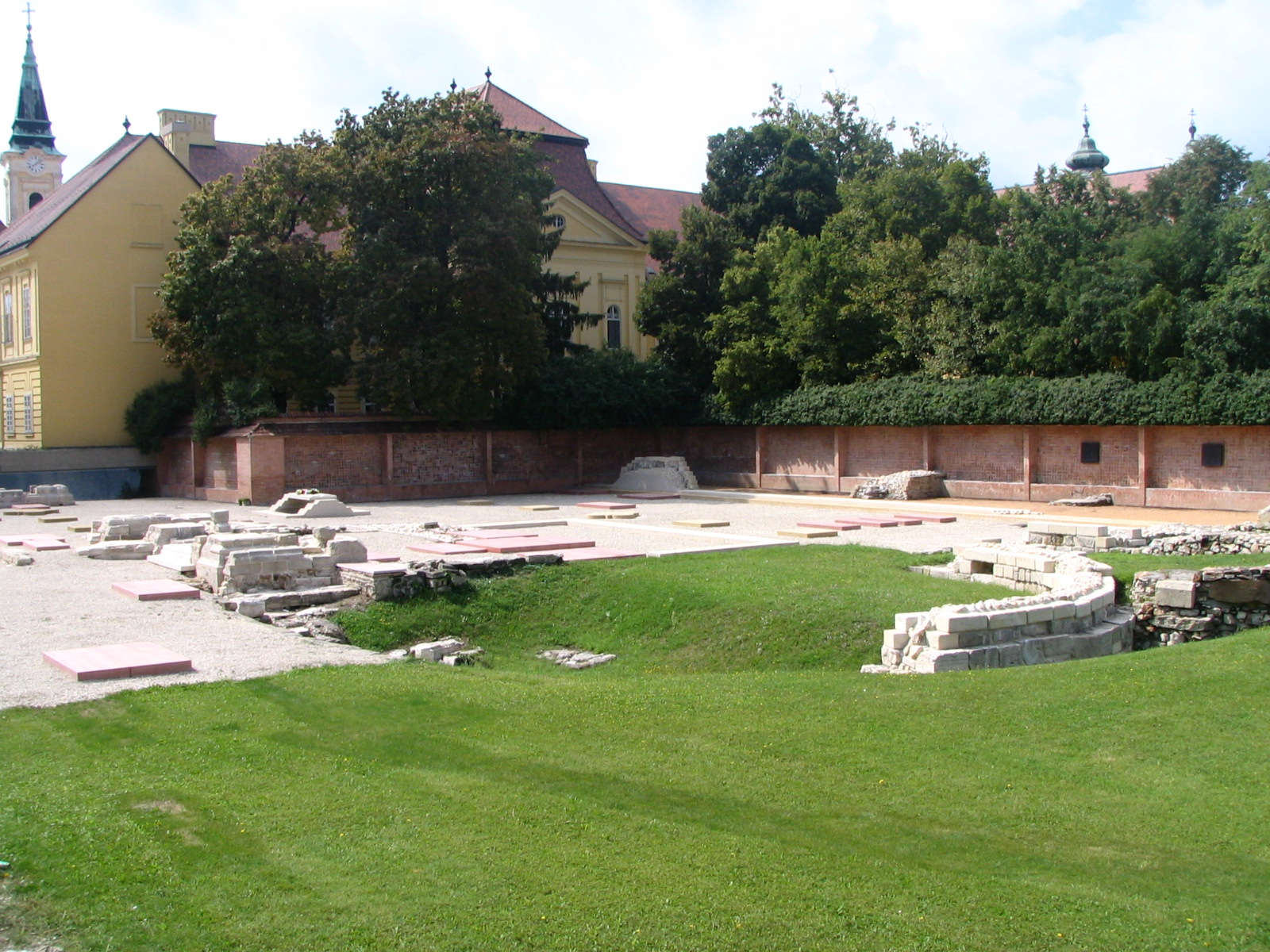
Сад руїн

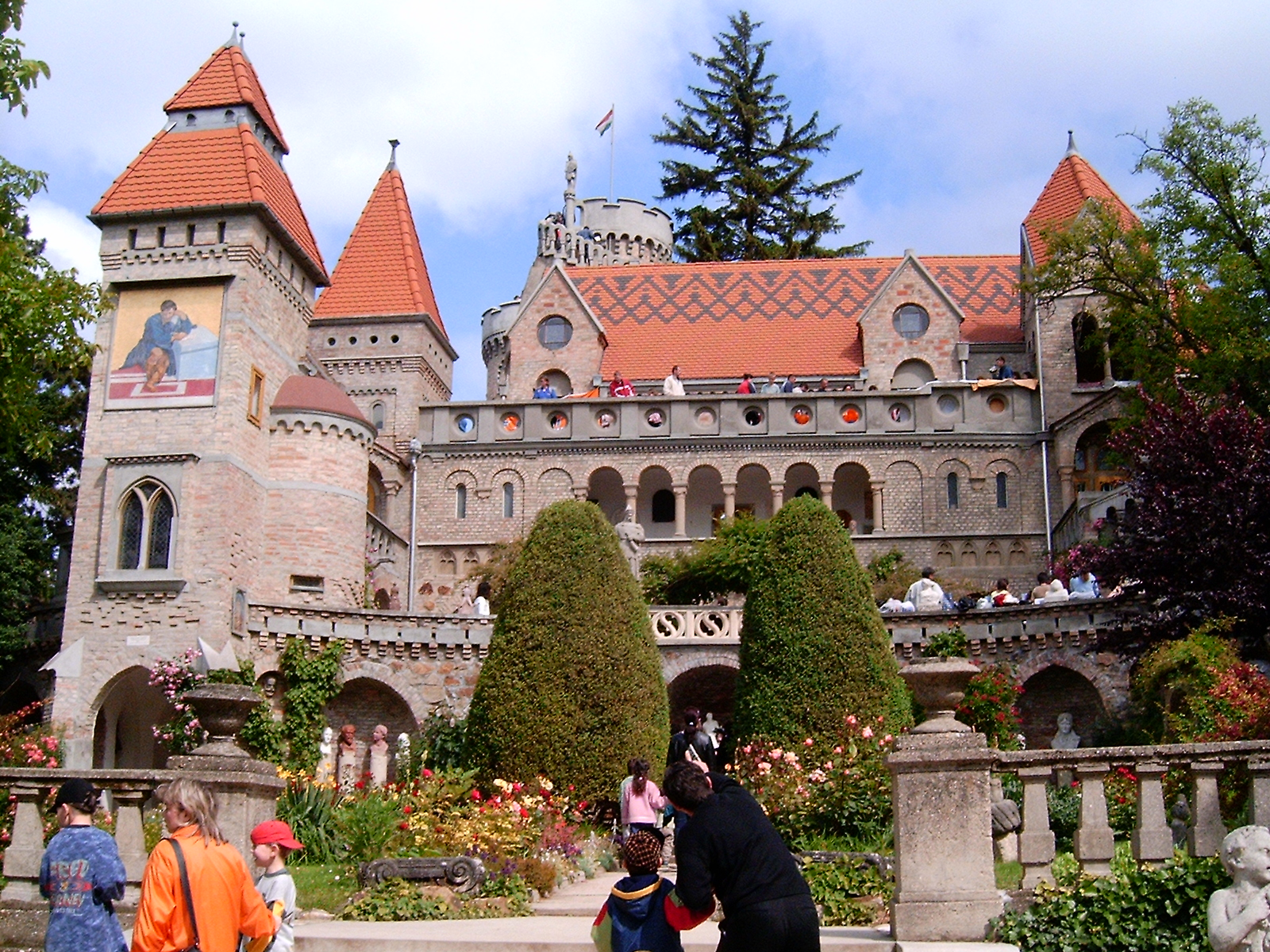
Замок Борі

- Сад руїн. Розкриті археологами залишки фундаменту знаменитої базиліки XI століття, де коронувались та були поховані численні королі доосманської епохи історії Угорщини. Базиліка була знищена у період османської окупації міста. Сад руїн знаходиться у східній частині старого міста на майдані Коронації.
- Кафедральний собор св. Іштвана. Знаходиться в центрі Старого міста, зведений у 1758—1768 роках в стилі бароко на місці стародавнього готичного собору, зруйнованого османами.
- Каплиця св. Анни. Невелика каплиця поряд із кафедральним собором. Збудована у 1480 році. Одна з нечисленних будівель Сехешфегервара, що пережили як османське ярмо, так і Другу світову війну.
- Єпископський палац. Знаходиться на центральному майдані міста — Ратушному. Створений у 1800 році в стилі австрійського класицизму (стиль цопф).
- Ратуша. Розташована у південній частині Ратушного майдану, збудована у 1690 році в стилі бароко, одна з перших будівель, зведених в місті після відвоювання його у османів.
- Палац Зічі. Знаходиться західніше ратуші і прилягає до неї. 1781 рік, стиль цопф.
- Церква св. Імре. Займає всю північну сторону Ратушного майдану, збудована у 1745 році, належить ордену францисканців.
- Церква св. Іоанна Непомуцького. Барочна церква розташована на вулиці Фе. Належить цистерціанцям.
- Кармелітська церква на півдні Старого міста. Зведена у 1769 році, прикрашена фресками.
- Театр Верешмарті. Знаходиться у північній частині вулиці Фе. Елегантна барочна будівля.
- Замок Борі. Єдина з архітектурних пам'яток міста, створена у XX столітті. Будівництво замку проводив архітектор і скульптор Й.Борі. Будівництво завершено 1959 року. Будівля виконана в еклектичному стилі, але водночас гармонійно. Знаходиться на північному сході міста, подалі від центру.

## Музеї

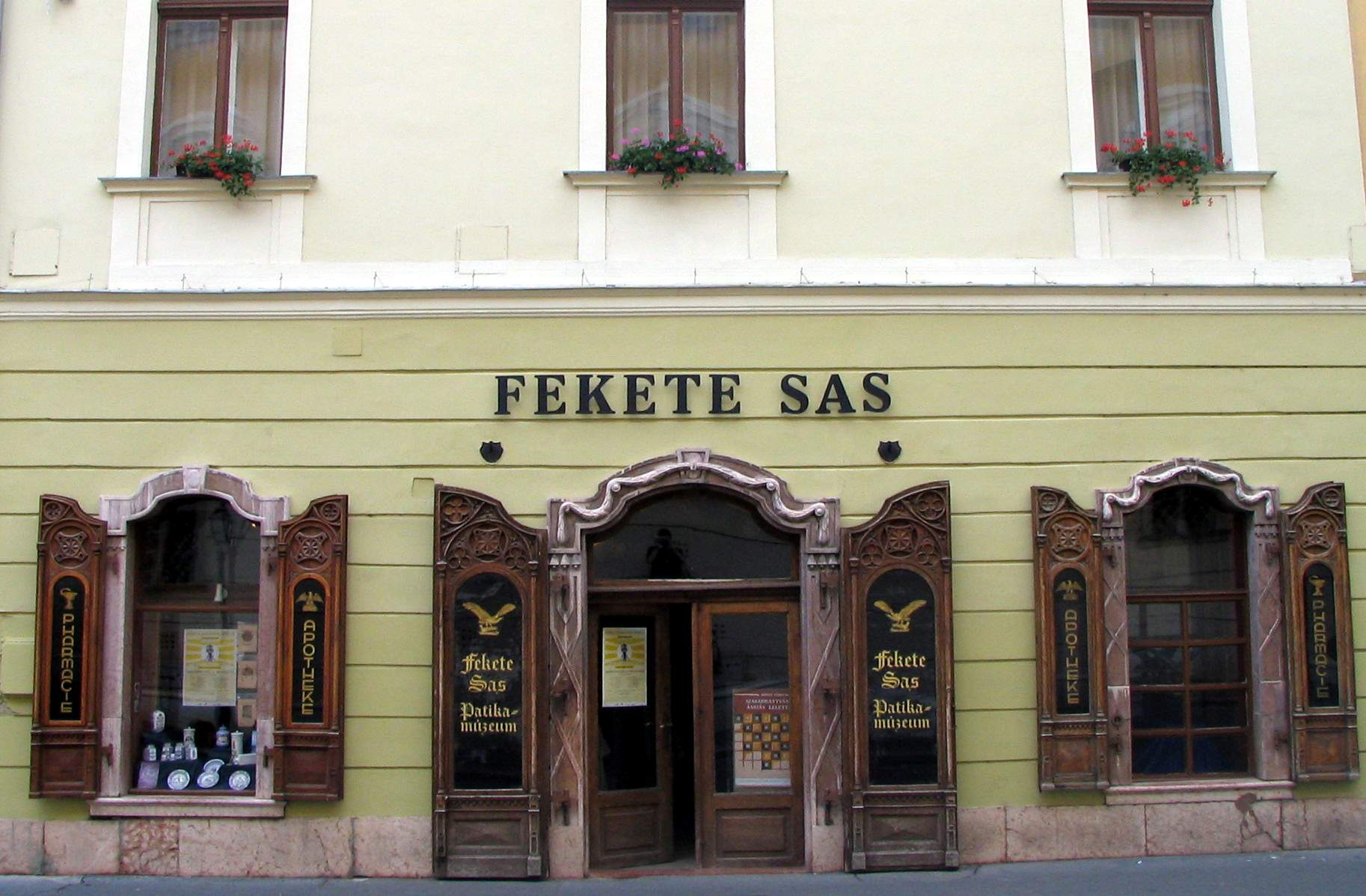
Аптека «Чорний орел»

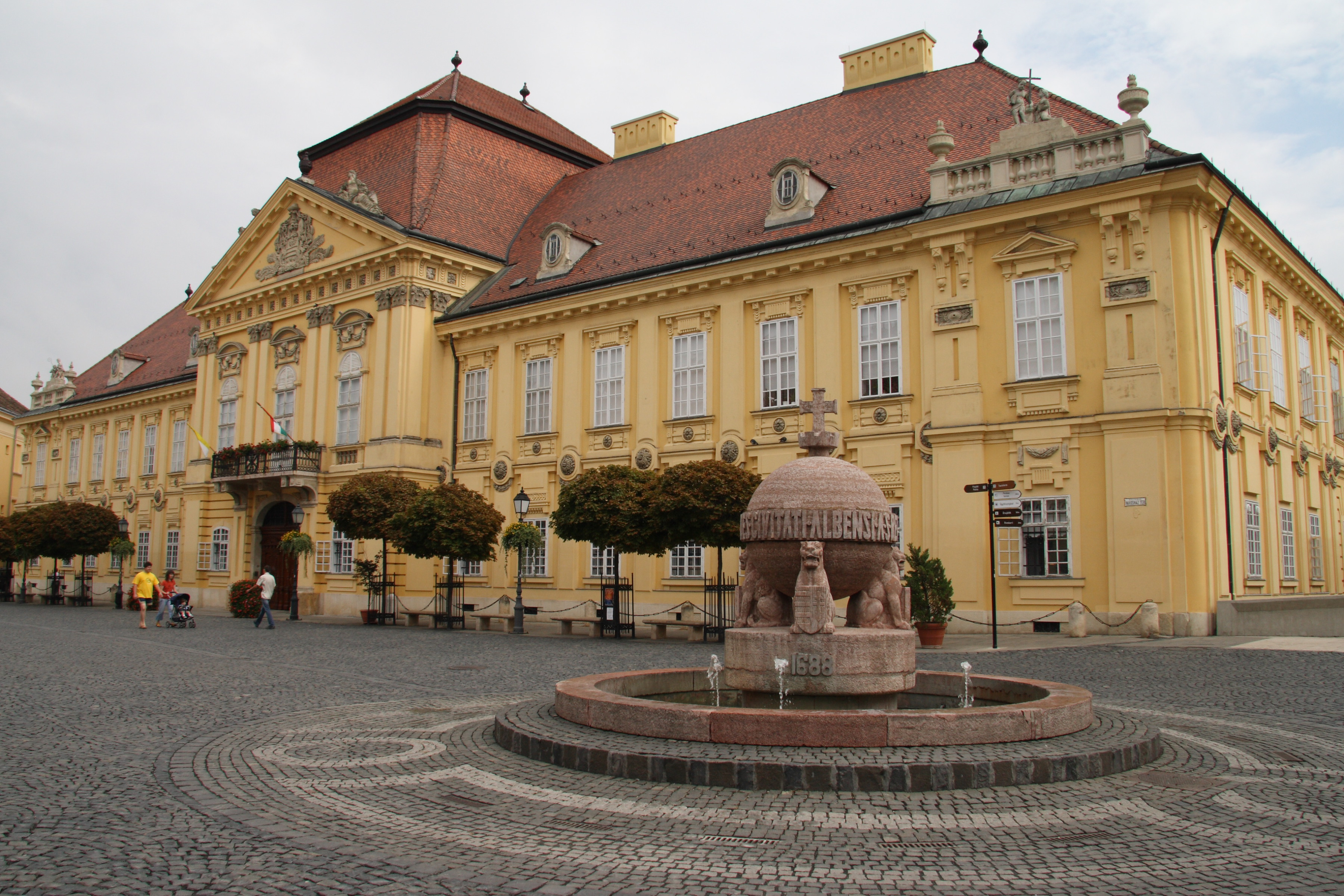
Пам'ятник «Держава» і Єпископський палац

- Музей-аптека «Чорний орел». Знаходиться на центральній вулиці старого міста — вулиці Фе. Відкрита єзуїтами у XVIII столітті.
- Археологічний музей Св. Іштвана. Знаходиться на вулиці Фе навпроти аптеки «Чорний орел». Примикає до церкви цистерціанців. Експозиція розкриває археологічну історію міста починаючи з римських часів до наших днів.
- Міська художня галерея — виставка угорського мистецтва XIX—XX століть.
- Музей ляльок.
- Етнографічний музей.

## Монументи
- Держава. Один із символів міста, встановлений на центральному майдані Старого міста — Ратушному. Кам'яний атрибут королів — держава — увінчаний короною та символізує королівську владу.
- Розколотий дзвін. Встановлений у західній частині Ратушного майдану. Присвячений пам'яті жертв Другої світової війни.
- Пам'ятник св. Іштвану. Знаходиться у південній частині Старого міста, на майдані св. Іштвана.
- Пам'ятник королю Матяшу. Рельєфна кам'яна фігура короля Матяша Корвіна розташована на північній стіні археологічного музею.

## Спорт
В Секешфегерварі базується одна з найсильніших угорських футбольних команд Відеотон ФК Фегервар. У 1985 році команда грала у фіналі Кубку УЄФА, в чемпіонаті Угорщини сезону 2006/2007 посіла 6-е місце.
Місто вважається центром угорського хокею, тут базується найсильніша команда країни — Альба Волан, що грає у Австрійській хокейній лізі, яка об'єднує команди з Австрії, Угорщини, Словенії та Хорватії.

## Уродженці
- Емерик Угорський (1000—1031) — угорський королевич з дому Арпадів, син короля Стефана I Угорського, католицький святий
- Крістіан Сабо (1989) — угорський шахіст
- Жолт Надь (*1993) — угорський футболіст, захисник.
- Домінік Собослаї — угорський футболіст, півзахисник.

## Міста-побратими
- Алба-Юлія (рум. Alba Iulia), Румунія
- Бірмінгем (англ. Birmingham), Алабама, США
- Благоєвград, Болгарія
- Братислава (словац. Bratislava), Словаччина
- Задар (хорв. Zadar), Хорватія
- Кемі (фін. Kemi), Фінляндія
- Коджаєлі (тур. Kocaeli), Туреччина
- Луганськ, Україна
- Ополе (пол. Opole), Польща
- Сарівон (кор. 사리원시, 沙里院市), КНДР
- Ченто (італ. Cento), Італія
- Чорлі (англ. Chorley), Англія
- Швабіш-Гмюнд (нім. Schwäbisch Gmünd), Німеччина

## Зображення

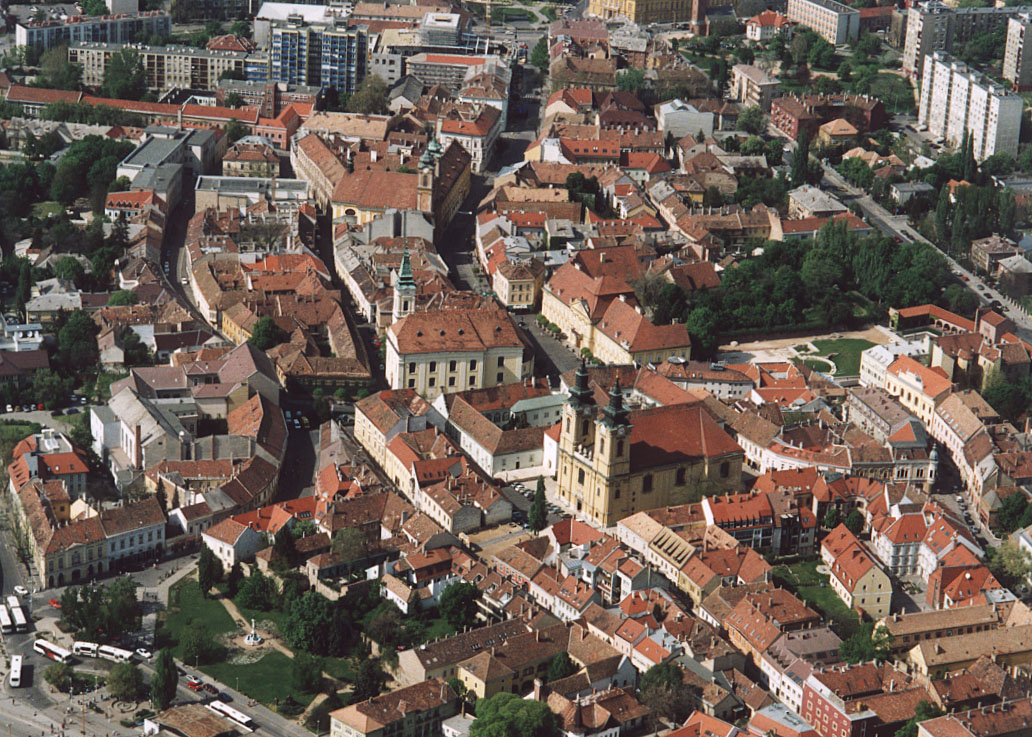
Вид з гори
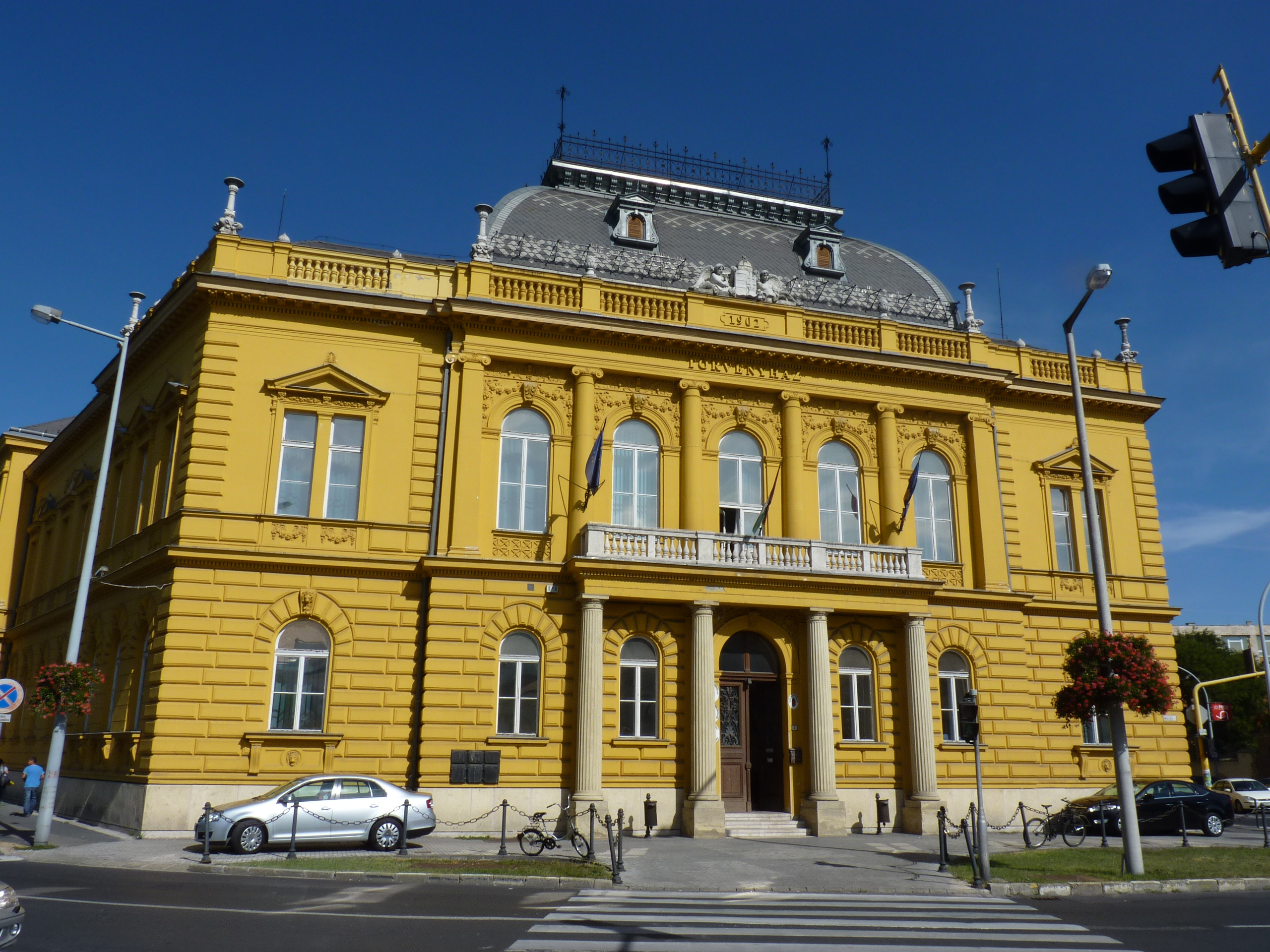
Крайовий суд
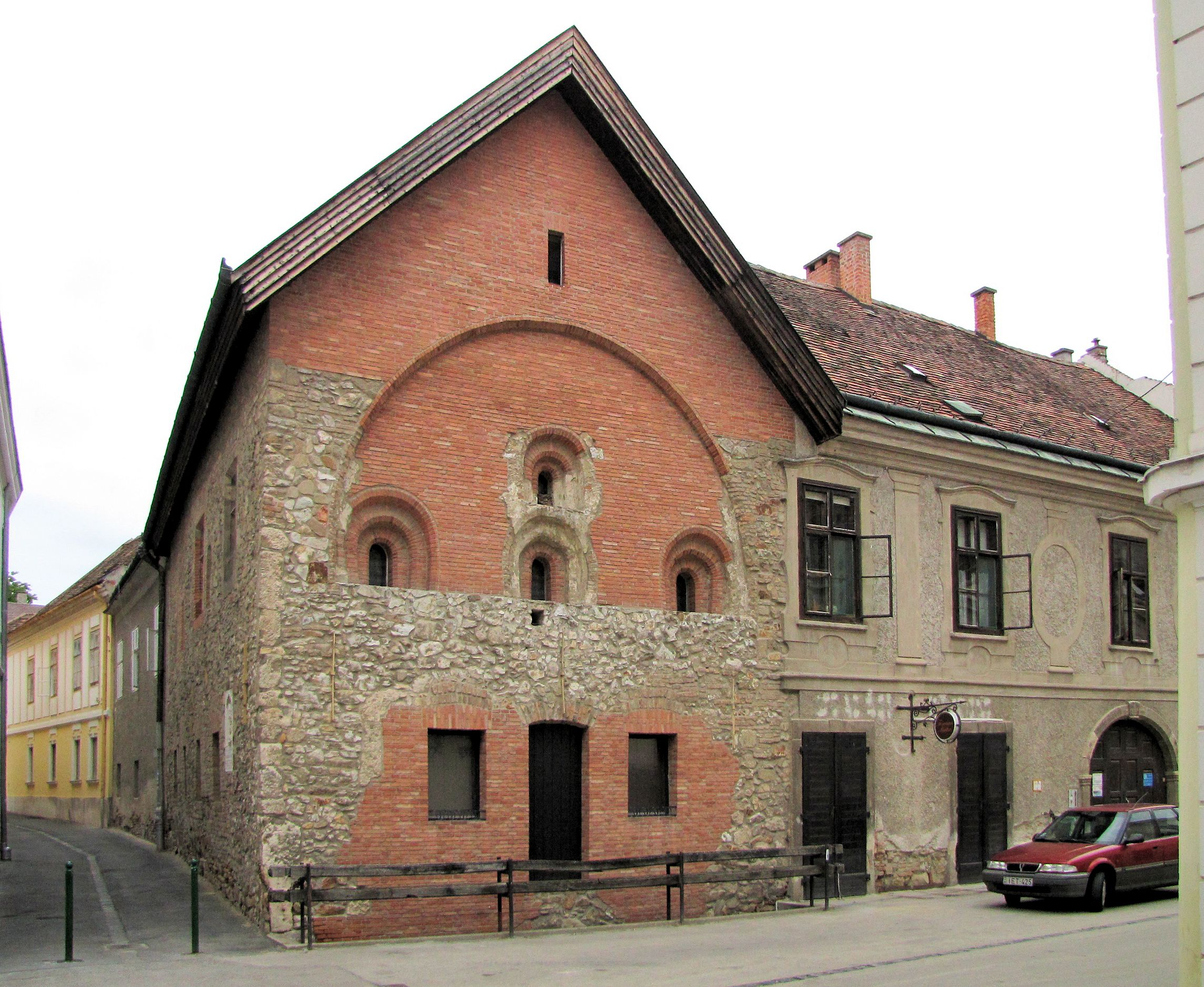
Будинок 13-го століття
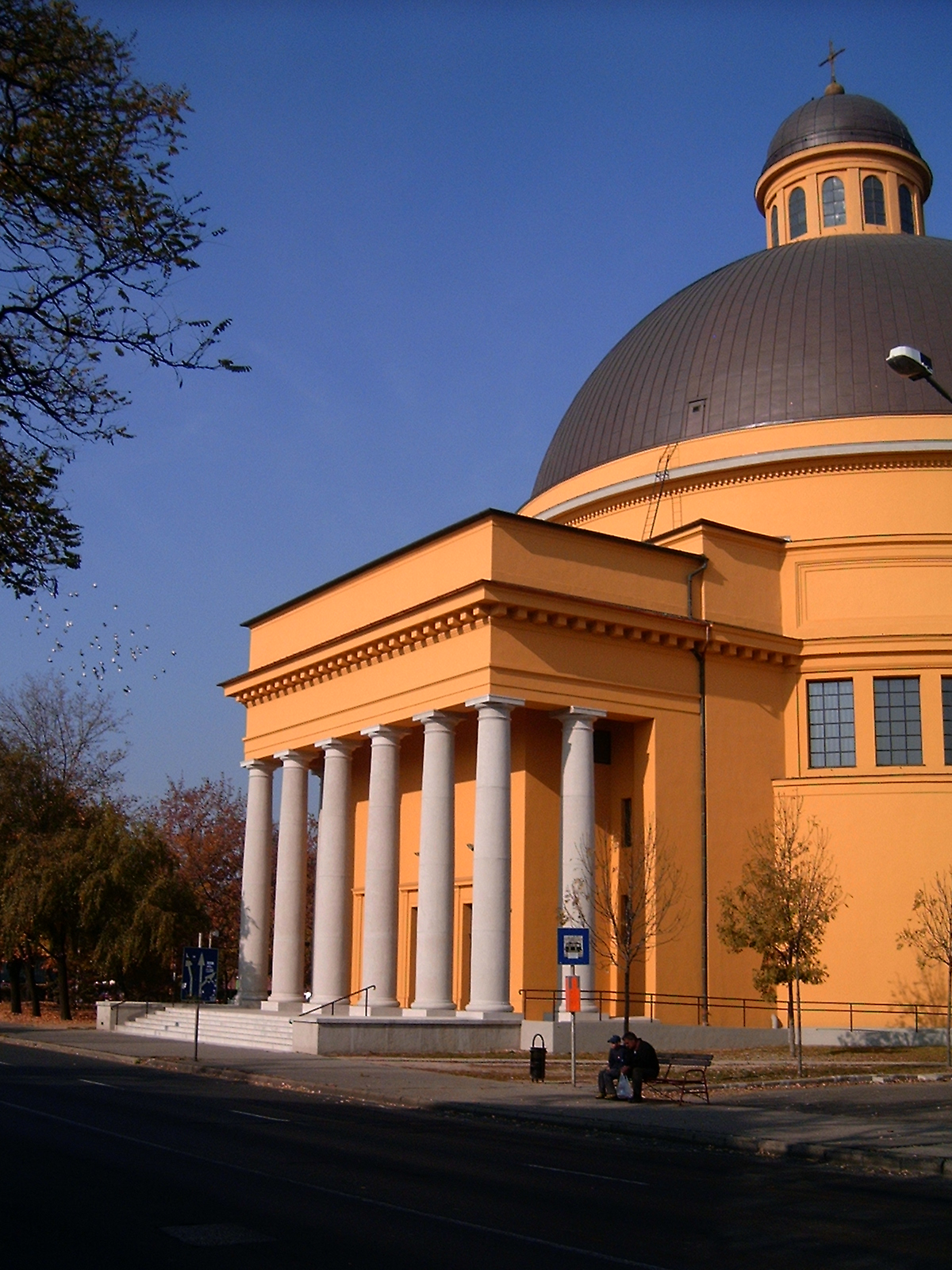
Церква Оттокара Прохаски
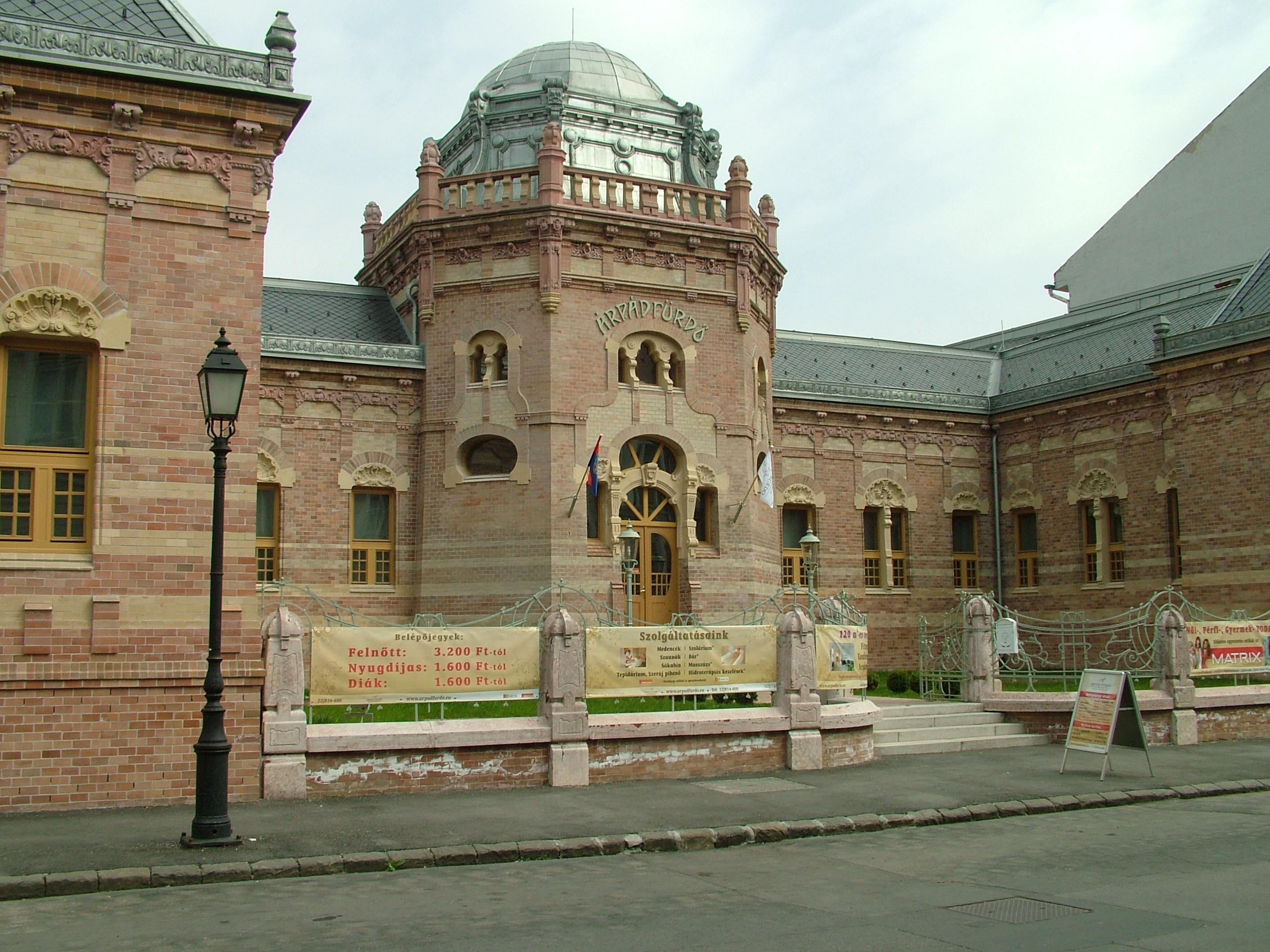
Арпадові ванни
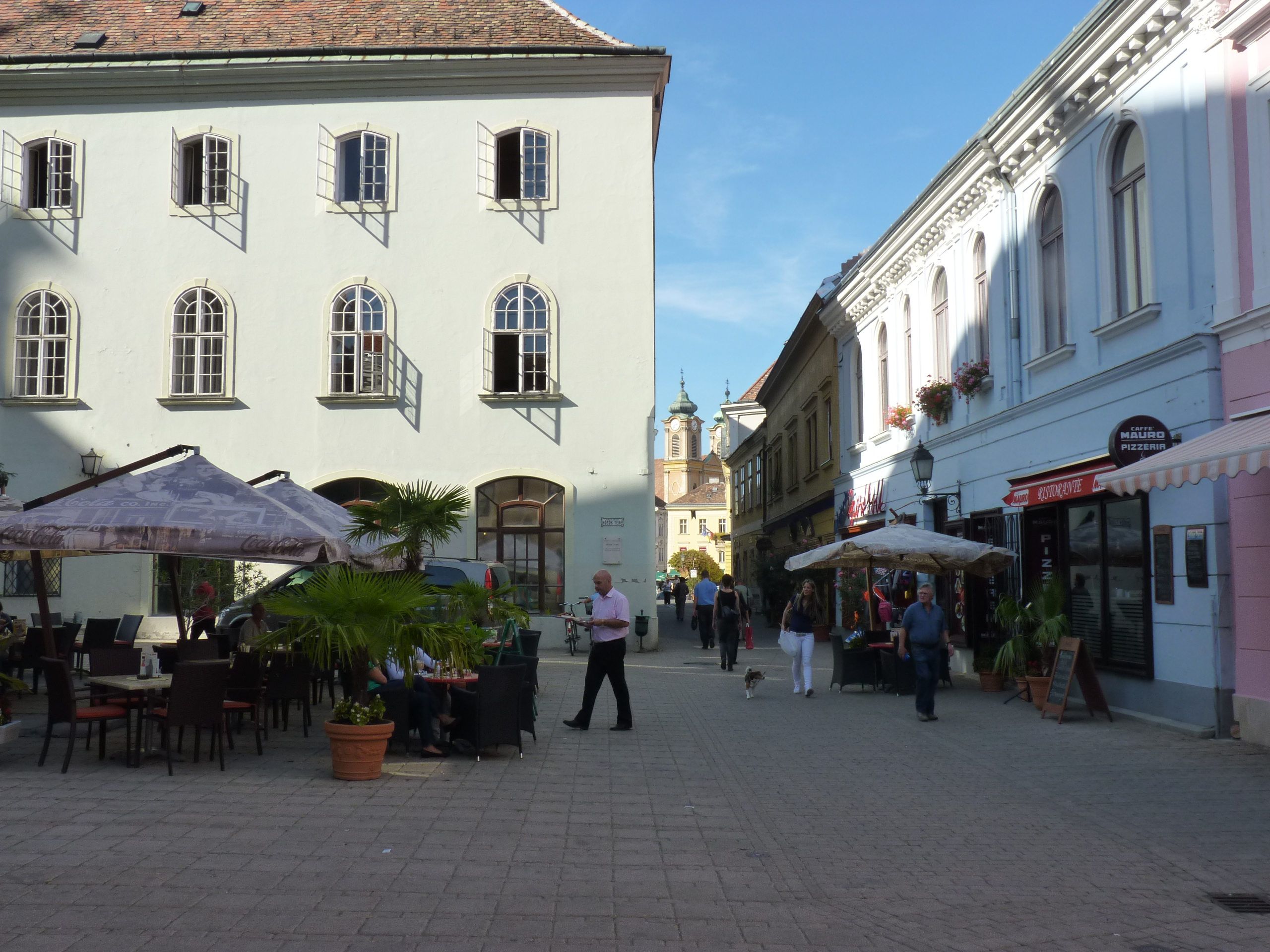
Вулиця Лайоша Кошута
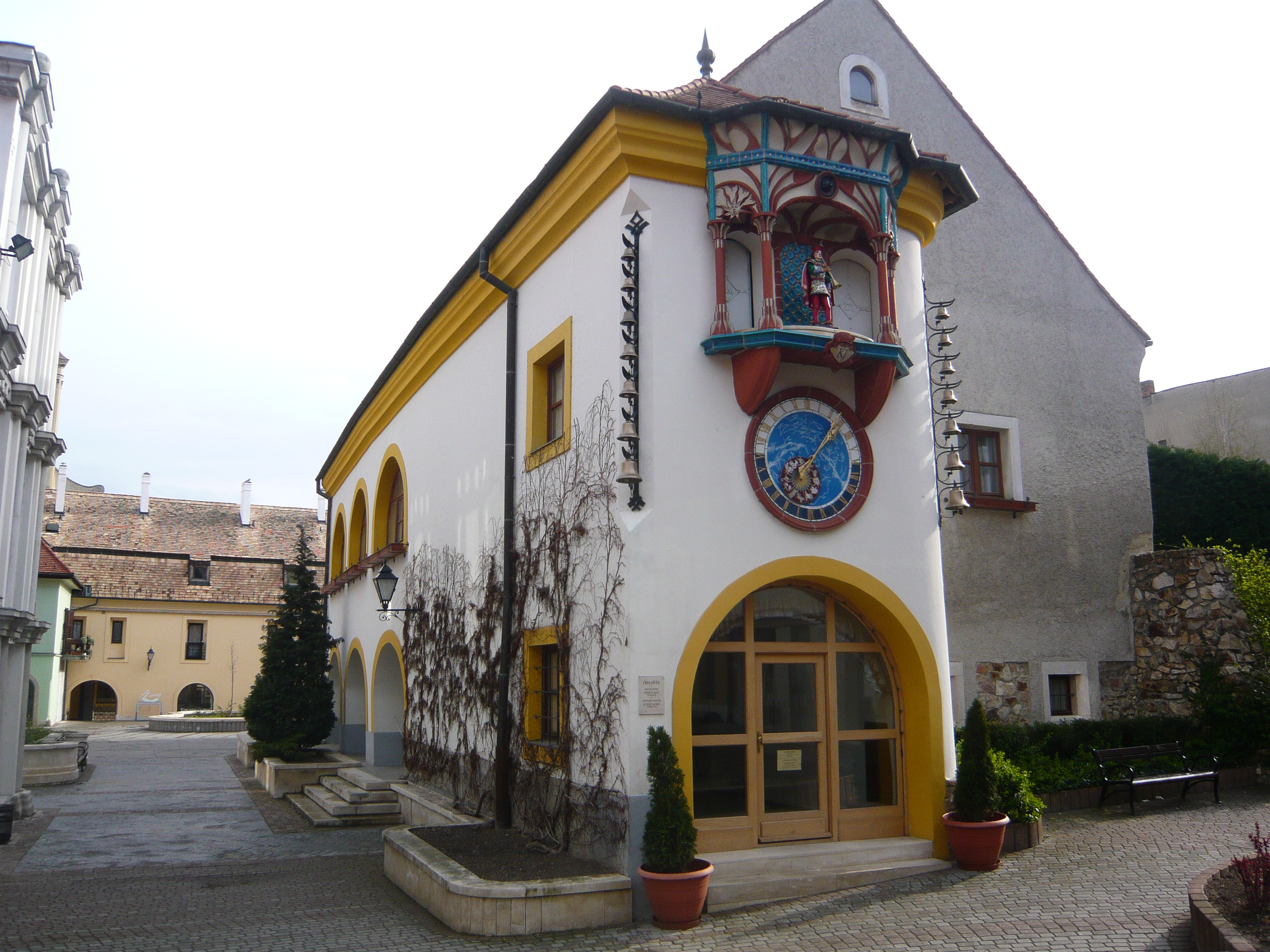
Історичний фасад з автоматичним годинником
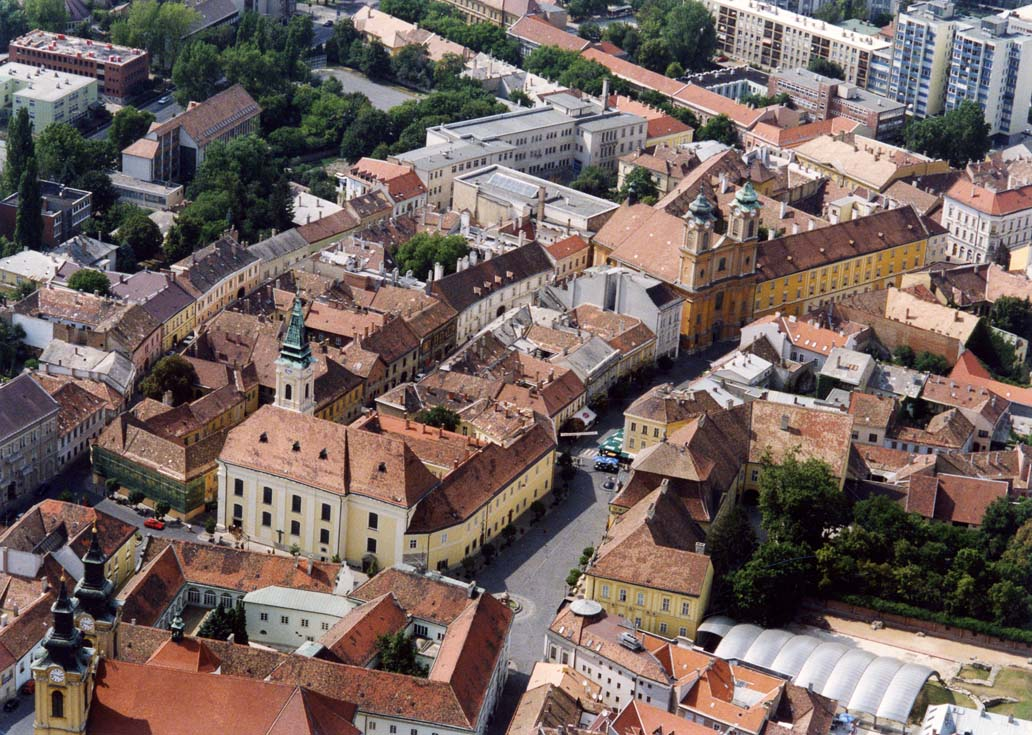
Вид з повітря
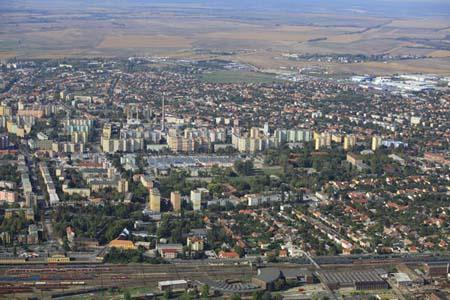
Вид з повітря
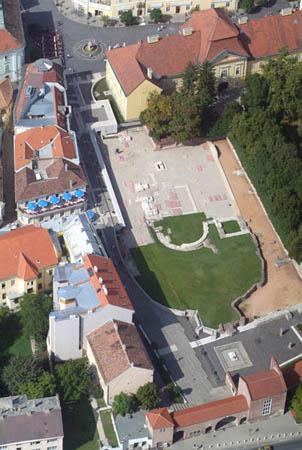
Руїни Базиліки Святого Стефана